# Hendel

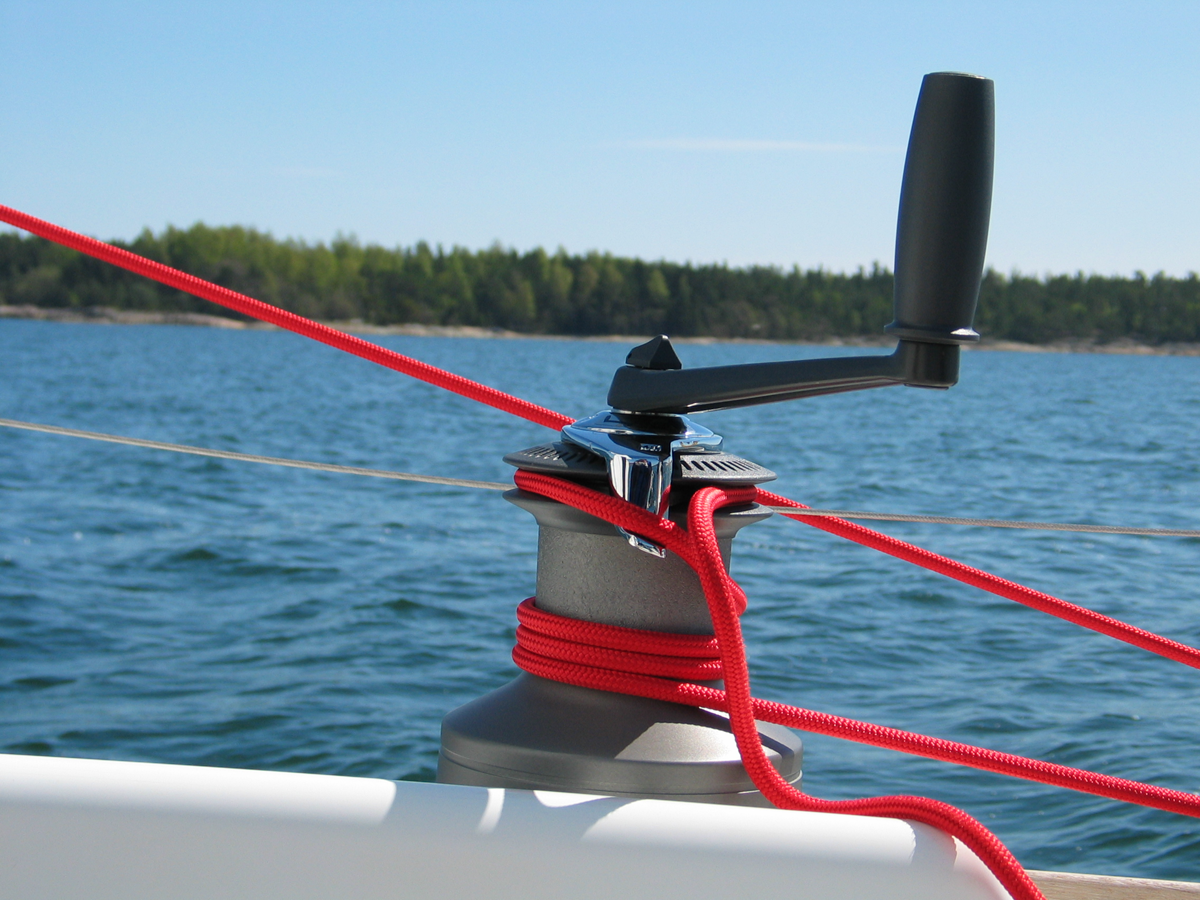
Handlier met hendel

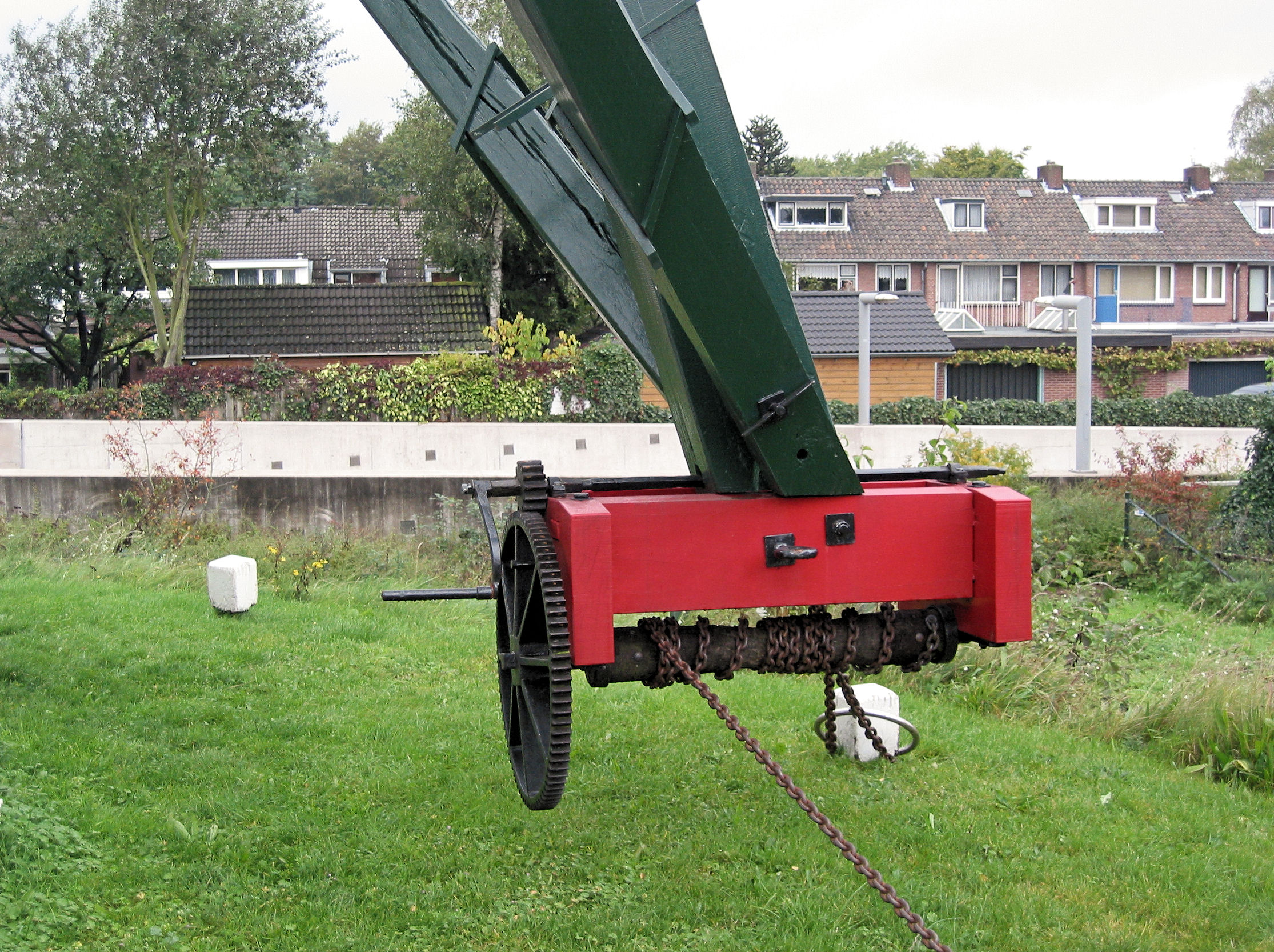
Kruilier met hendel

- Een hendel is een handvat of een staaf of een stang, die kan worden vastgegrepen. Een hendel is altijd te bewegen om een scharnier aan een van zijn twee einden. Door een hendel te bewegen, wordt deze gebruikt als schakelaar of als hefboom om een geheel mee te bedienen.
- Een hendel is ook een handvat dat draait om zijn as.

Voor de mechanische bediening van een machine wordt vaak een combinatie van knoppen en hendels gebruikt.
Bij een spoorwissel, die met de hand moet worden omgezet, gebeurt dat door de hendel van die wissel om te halen.
De hendel van een deur, ook wel een deurknop, dient ertoe om de deur mee open en dicht te doen.
De telegraaf op de brug van een schip wordt vaak ingesteld door de hendel aan het draaiende deel van de telegraaf te draaien om de vaste meetschaal.

## Zie ook

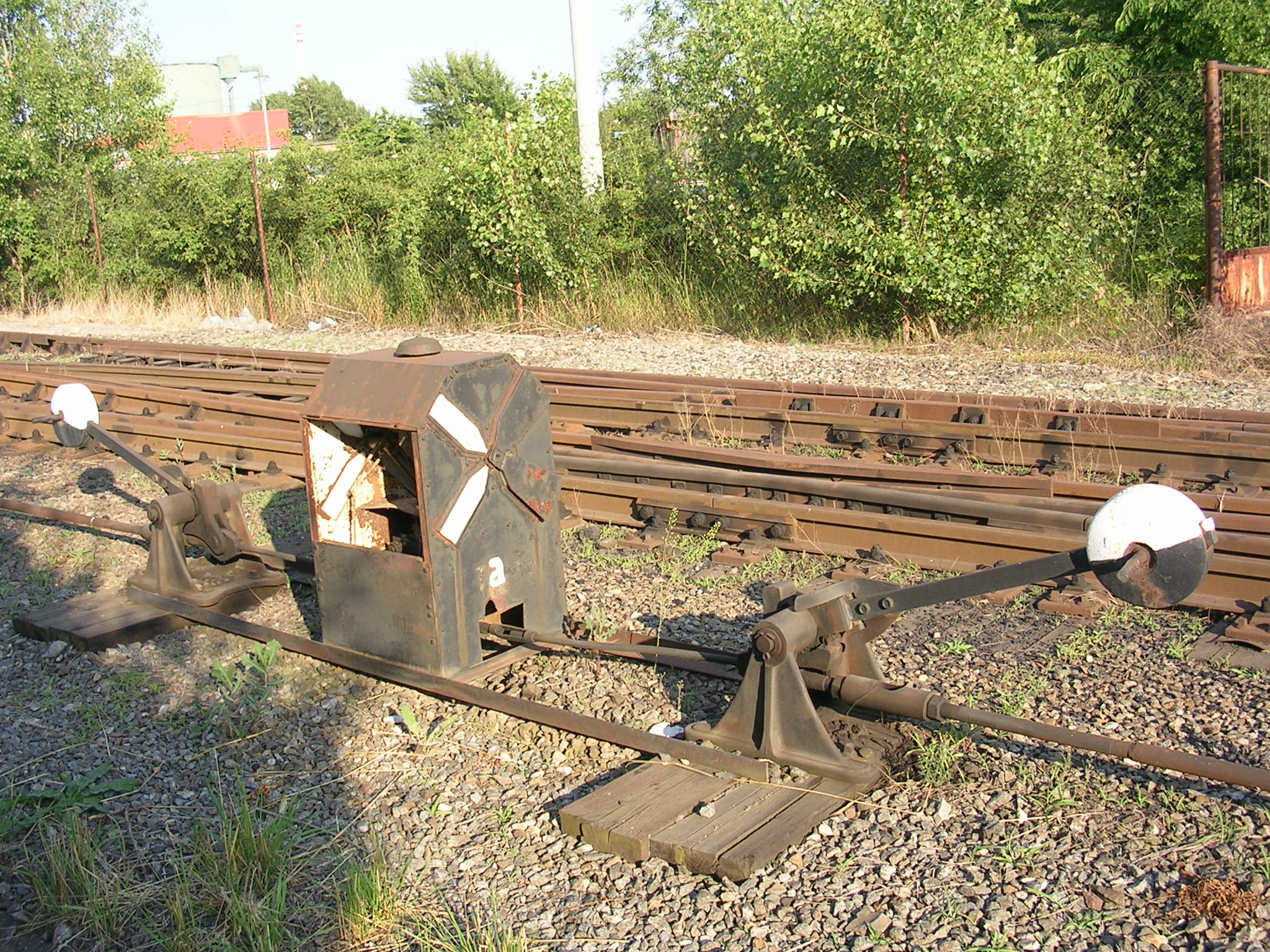
Hendels voor wisselbediening bij Malešice, een buitenwijk van Praag